# Обри Плаза
Обри Плаза (енгл. Aubrey Plaza; Вилмингтон, 26. јун 1984) је америчка глумица и комичарка која се прославила deadpan стилом комедије. Најпознатија је по улози Ејприл Ладгејт у серији Паркови и рекреација америчке мреже Ен-Би-Си.